# Handbuch des Freiheitskampfes
Das Handbuch des Freiheitskampfes (spanisches Original: Manual del combatiente por la libertad = Handbuch des Freiheitskämpfers) ist eine 15-seitige Broschüre zur Anleitung von Sabotageakten, die 1983 in Nicaragua der Öffentlichkeit präsentiert wurde und angeblich von der CIA zur Unterstützung von Aufständischen während des Contra-Krieges publiziert worden war. Eine deutsche Übersetzung erschien 1985 unter dem Titel Handbuch des Freiheitskampfes in der edition salvador allende als no 2.

## Inhalt
Die Broschüre ist als Comic aufgebaut; einziger Fließtext ist eine kurze Einleitung, die sich an alle Nicaraguaner wendet, die gegen die „... bewaffneten terroristischen Banditen und Handlangern Moskaus …“ (gemeint ist die sandinistische Regierung) vorgehen wollen:
… Diese ist ganz einfach zu stürzen und lahmzulegen, ohne Waffen und hochentwickelte Ausrüstung, nur mit einfachen Hilfsmitteln und ohne großen Zeitaufwand.
Die folgenden Seiten demonstrieren eine Reihe ausgeklügelter Sabotechniken, für die man größtenteils nur einfaches Werkzeug wie Scheren, leere Flaschen, Schraubenzieher, Streichhölzer usw. braucht. Die Anwendung solcher Techniken kann aber insgesamt von erheblicher Wirkung sein, ohne daß dazu Ausrüstung, Schulung, oder besondere Aktivitäten, die die Aufmerksamkeit auf sich ziehen könnten, vonnöten wären. Ein einzelner Kämpfer kann viele dieser Techniken anwenden, ohne auf Mitarbeit oder detaillierte Vorabplanung angewiesen zu sein. Es sind Aktionen im Handstreich, die einem ohne Vorbereitung von der Hand gehen, wenn sich gerade eine Gelegenheit bietet …
Zitiert nach Das CIA-Handbuch, S. 83.
Die Abbildungen zeigen verschiedene Sabotageakte, u. a.
- Beschädigung von Militärfahrzeugen, die sich zur Reparatur in einer Werkstatt befinden (der abgebildete Lkw trägt als Kennzeichen EPS = Sandinistisches Volksheer),
- Beschädigung, Entwendung oder Vernichtung von Werkzeugen,
- Verzögerung der täglichen Arbeit durch „Bummelei“,
- Krankfeiern,
- Beleuchtung brennen und Wasser laufen lassen,
- Gerüchte verbreiten,
- Fehlalarme absetzen,
- Anbringen anti-sandinistischer Parolen wie „Viva el Papa“ („Es lebe der Papst“)
- Beschädigung von elektrischen Leitungen und Telefonen,
- Hindernisse auf Straßen bereiten.

Ausführlich werden verschiedene Methoden zur Unbrauchbarmachung bzw. Beschädigung von Kraftfahrzeugen beschrieben, u. a. durch einen „Reifenzerstechungs-Pfeil“ oder durch Einfüllen von Erde oder Wasser in Tanks.

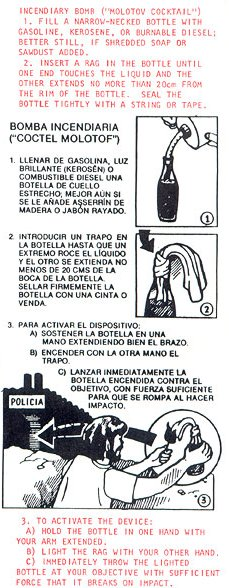
Molotovcia

In den Zeichnungen wird veranschaulicht, wie diese Sabotageakte mit einfachen Hilfsmitteln durchgeführt werden können. Auch wird ausführlich die Herstellung eines Molotowcocktails beschrieben und visuell begleitet, wobei die Wirkung des „Mollys“ noch dadurch beträchtlich erhöht werden kann, wenn vorher ein mit brennbaren Flüssigkeiten gefüllter Tank angestochen wird, so dass der Brennstoff auslaufen und mit dem Brandsatz entzündet werden kann.
Dass das Handbuch spezifisch für ein nicaraguanisches Publikum produziert wurde, geht neben dem Begleittext auch aus der grafischen Darstellung hervor. Die Männer tragen Sombreros und einer der abgebildeten Lkw weist eine starke Ähnlichkeit mit den charakteristischen Merkmalen des IFA W50 auf, der von der DDR nach Nicaragua exportiert wurde.

## Die deutsche Ausgabe
In der deutschen Ausgabe sind die beschreibenden Texte vollständig übersetzt, in den Zeichnungen nur teilweise. So wird eine Attacke Jugendlicher auf eine Polizeistation gezeigt, wobei über der Eingangstür „Polizei“ steht, während der Molotowcocktail u. a. auf ein Ziel mit der Aufschrift POLICIA geschleudert wird.
Der Comic wurde 1985 im CIA-Handbuch veröffentlicht; darunter befindet sich auch die angeblich von einem gewissen Tayacán (vermutlich ein Pseudonym) herausgegebene Schrift „Psychologische Operationen in der Guerilla-Kriegsführung“ („Operaciones sicologicos en guerra de guerrillas“).

## Genese und Verbreitung
Wann und wo das Handbuch zum ersten Mal erschienen ist bzw. in der Öffentlichkeit präsentiert wurde, ist unbekannt. Ein Original ist offenbar nicht überliefert. Unklar ist auch, ob es in Nicaragua selbst jemals verbreitet wurde und wenn, durch wen. Unklar ist auch, ob es überhaupt von der CIA erstellt wurde. Das Erscheinen der Broschüre fällt zusammen mit der Flucht des ehemaligen CIA-Mitglieds Philip Agee von Grenada nach Nicaragua 1983 aufgrund der US-Invasion in Grenada. Auch Niess zitiert in seinem Werk „Das Erbe der Conquista. Geschichte Nicaraguas“ diesbezüglich nur aus dem Manual ohne Ortsangabe und Erscheinungsdatum.